# Cylindrovertilla kingi
Cylindrovertilla kingi é uma espécie de gastrópode  da família Vertiginidae
É endémica da Austrália.